# Sân bay Trollhättan-Vänersborg
Sân bay Trollhättan-Vänersborg là một sân bay nằm ngoài Trollhättan, Thụy Điển (IATA: THN, ICAO: ESGT). Sân bay này có 1 đường băng dài 1710 m bề mặt nhựa đường.

## Các hãng hàng không và các tuyến bay
- Golden Air (Stockholm-Bromma)
- Skyways Express (Stockholm-Arlanda)

## Bay thuê bao
- Ostfriesische Lufttransport (Frankfurt) máy bay công ty, người của GM.